# 羅濟夫卡 (亞基米夫卡區)
46°30′26″N 34°57′9″E / 46.50722°N 34.95250°E
羅濟夫卡（烏克蘭語：Розівка）是位於烏克蘭東南部的村莊，由扎波羅熱州梅利托波爾區的亞基米夫卡市鎮負責管轄。該村始建於1923年，面積0.85平方公里，海拔高度22米，2001年人口630，人口密度每平方公里741.2人。